# 3063 Makhaon
3063 Makhaon eller 1983 PV är en trojansk asteroid i Jupiters lagrangepunkt L4. Den upptäcktes den 4 augusti 1983 av den rysk-sovjetiska astronomen Ljudmila Karatjkina vid Krims astrofysiska observatorium på Krim. Den har fått sitt namn efter Machaon i den grekiska mytologin.
Asteroiden har en diameter på ungefär 111 kilometer.